# Przystronie (województwo wielkopolskie)
Przystronie – wieś w Polsce, położona w województwie wielkopolskim, w powiecie konińskim, w gminie Sompolno. 
| SIMC    | Nazwa  | Rodzaj    |
| ------- | ------ | --------- |
| 0295745 | Piaski | część wsi |

W latach 1975–1998 wieś położona była w województwie konińskim. W roku 2009 liczyła 135 mieszkańców. Mieszkańcy wsi wyznania katolickiego przynależą do parafii św. Andrzeja Apostoła w Mąkolnie.
Według gminnej ewidencji zabytków we wsi znajdują się zabytkowy gliniany dom z ok. 1900 roku oraz cmentarz ewangelicko-augsburski z końca XIX wieku. W Przystroniu znajduje się też nieczynna stacja kolei wąskotorowej oraz zabytkowy młyn, który w ostatnim czasie został odrestaurowany.